# Tolna (Hungria)
Tolna é uma cidade da Hungria, situada no condado de Tolna. Tem 71,07 km² de área e sua população em 2019 foi estimada em 10.987 habitantes.